# Hallvikens flygfält
Hallvikens flygfält (IATA: -, ICAO: ESNA) är en flygplats och tidigare militär flygbas, belägen 2 km väster om Hallviken och 14 km sydväst om Strömsund i norra Jämtland.

## Historia
I försvarsbeslutet 1936 konstaterades att landets då sju flygflottiljer var för sårbara, och möjligheten att bygga kompletterande "främre flygbaser" skulle utredas. År 1939 beslutade den svenska regeringen att tjugo krigsflygfält skulle anläggas, och efter en utredning av chefen för Jämtlands flygflottilj (F 4) beslöts sedan att bygga två nya flygbaser i Jämtland, Hallviken (Fält 27) och Optand (Fält 26). 
Hallvikens flygfält (Fält 27) byggdes 1940–1943 som ett militär flygbas av cirka 850 man med upp till 110 lastbilar i samtidig trafik. Tre asfalterade banor med 800 meters längd anlades, och det blev ett av landets största flygbasbasprojekt med flygplansvärn, baracker, skyddsrum, luftvärn och luftbevakningstorn. Basen dimensionerades för tre flygdivisioner med en total personalstyrka på över 500 man. Kostnaden var cirka 4 miljoner, i dagens penningvärde omkring 80 miljoner kronor. 
Den flygplanstyp som främst var baserad på Hallvikens militärflygfält var det enmotoriga bombplanet B 17. 
Flottiljen slutade successivt använda fältet från omkring 1952, vid övergången till det jetdrivna J 28 Vampire som krävde längre start- och landningsbanor.
Från mitten av 1950-talet användes flygfältet även för privatflyg, och där har också många bilsporttävlingar arrangerats.
Efter en utredning 1967 satsade Ströms kommun med flera intilliggande kommuner på att använda flygfältet för civilflyg, och flygfyrar och banljus installerades samt ett flygledartorn byggdes.
År 1969 invigdes flygfältet som civilt flygfält, och fram till 1974 kunde man med flygbolaget Lapplandsflyg resa tur och retur Hallviken–Stockholm-Bromma flygplats och Hallviken–Sundsvall. Eftersom flygningarna till Stockholm-Bromma flygplats inte var ekonomiskt bärkraftiga beslutades att AB Majflyg istället skulle starta matartrafik till Sundsvall med ett propellerplan för fem passagerare. Matarflygtrafiken upphörde i slutet av december 1974.
Förvaltningsansvaret och dispositionsrätten till flygfältet övergick efter några år därefter till Strömsunds Flygklubb (bildad 1968).

## Bilder

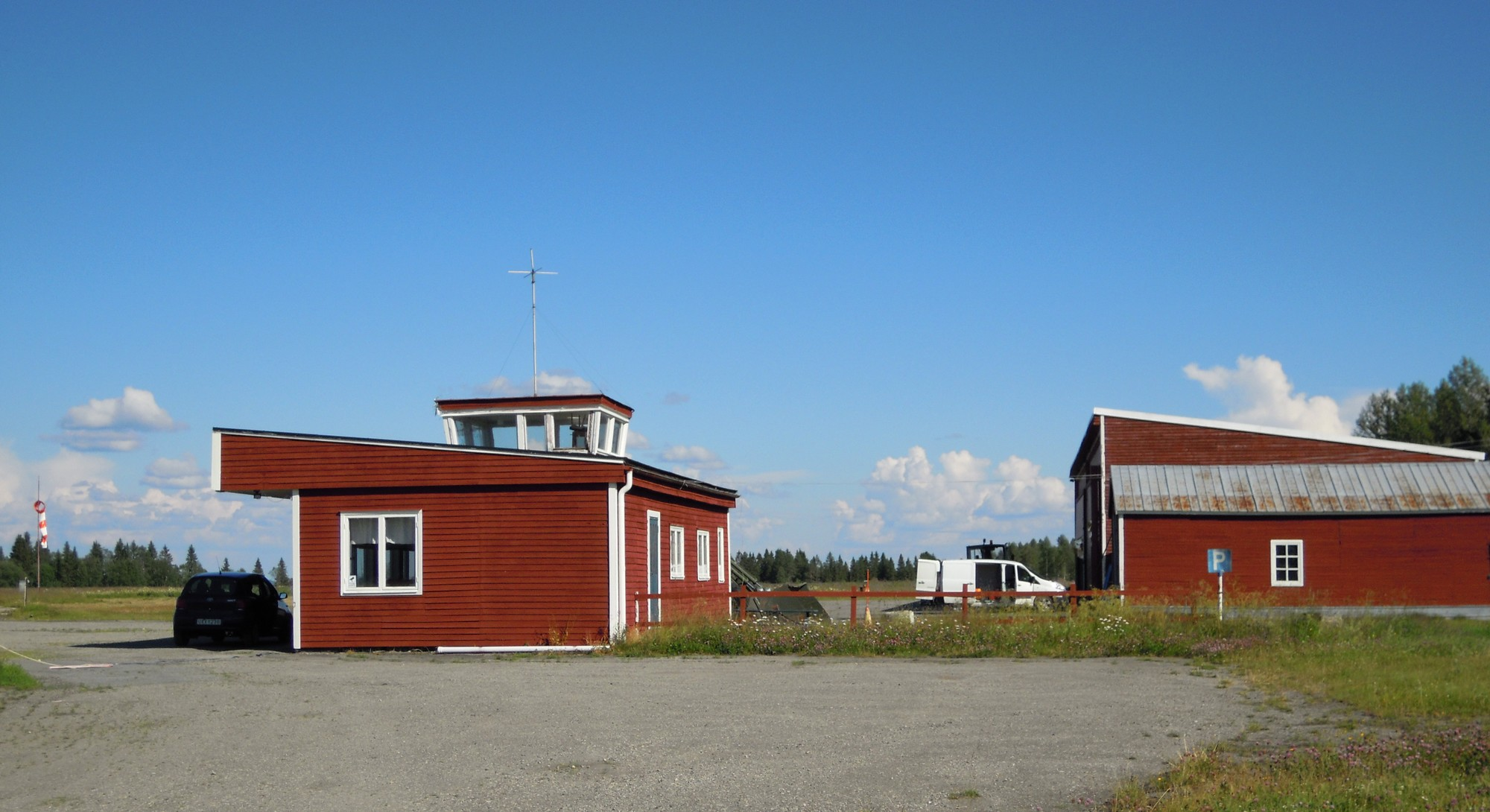
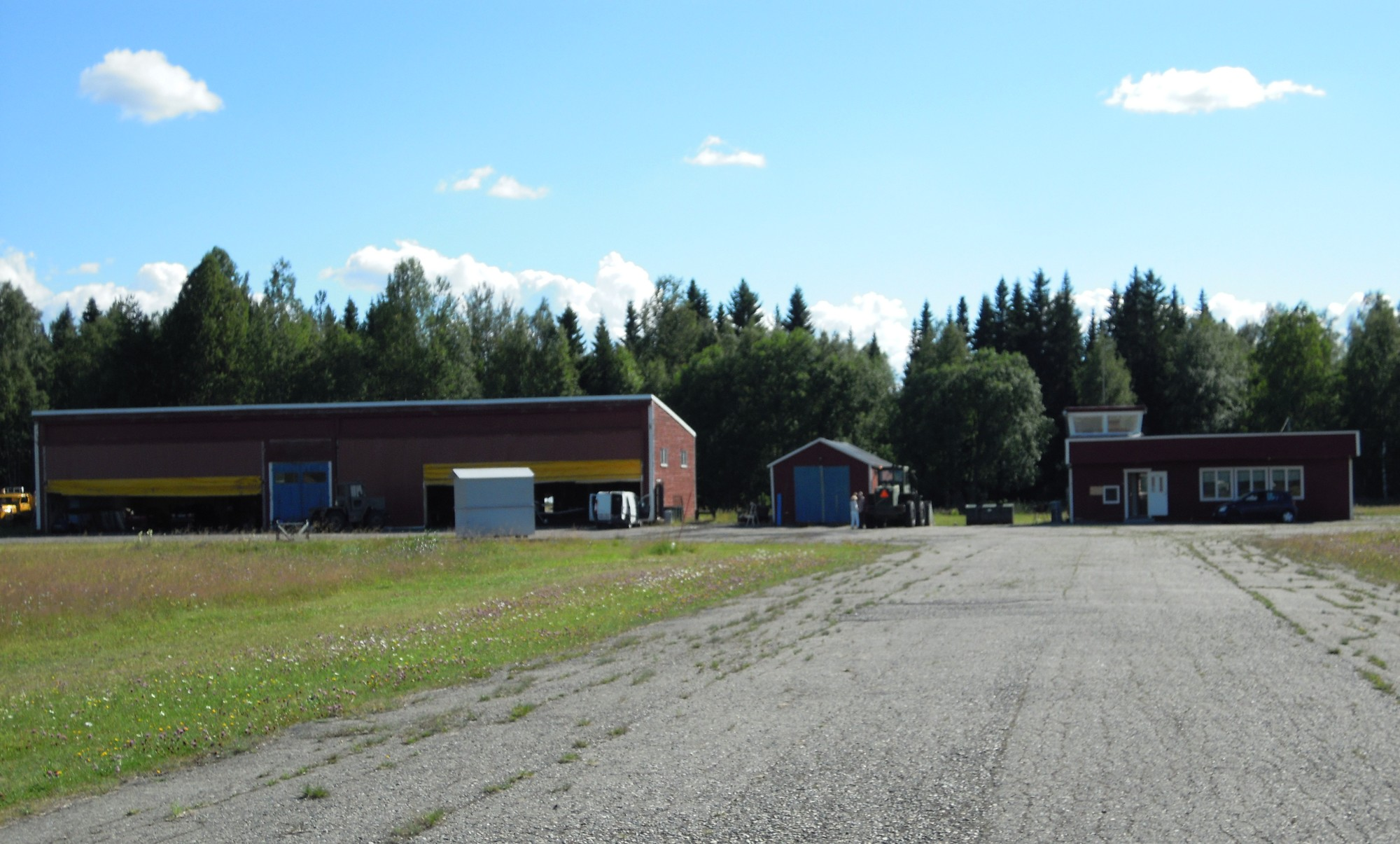
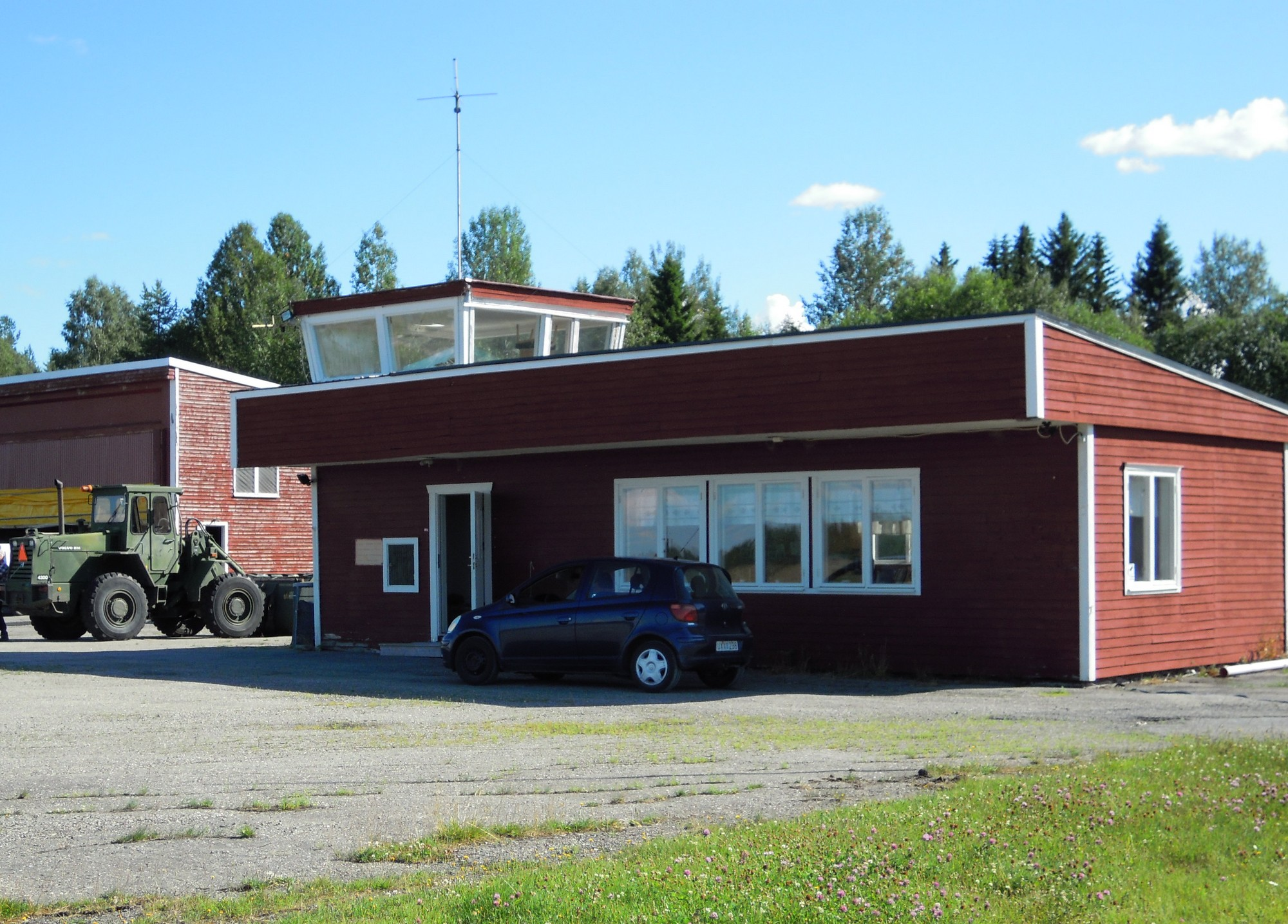